# 埃爾塔拉
埃爾塔拉是哥倫比亞的城鎮，位於該國東北部，由北桑坦德省負責管轄，距離首府庫庫塔159公里，始建於1930年代，面積687平方公里，海拔高度1,770米，2005年人口9,925。

## 外部連結
- （西班牙文） Government of Norte de Santander - El Tarra
- （西班牙文） El Tarra official website （页面存档备份，存于）

8°02′51″N 73°05′01″W / 8.0475°N 73.0836°W